# Euchites

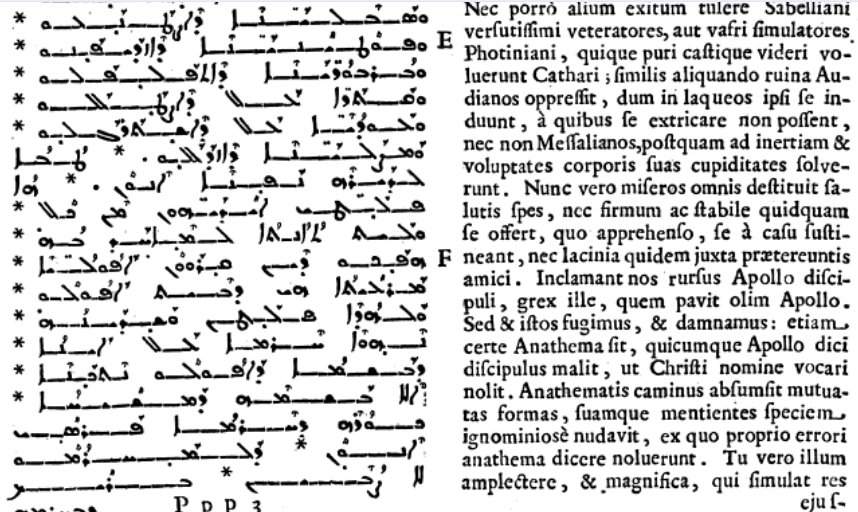
Éphrem le Syriaque, « Hymnes contre les hérésies » (Hymni contra Haereses - Opera omnia quae existant, Graece, Syria ac Latine, Assemaniex typographia Vaticana, 1740). Fac-simile d'un hymne dans lequel les Messaliens sont mentionnés.

Les euchites ou messaliens sont une secte gnostique apparue vers 360 en Mésopotamie (région d'Édesse), et qui s'est répandue ensuite en Syrie et en Asie Mineure. Leur nom d'origine est en syriaque mṣalliāné, les « prieurs » (du verbe ṣalli, « prier »), ce qui fut rendu en grec, soit par Μασσαλιανοί, soit par Εύχίται (du verbe εύχομαι, « prier »). Ils étaient aussi appelés adelphiens, du nom d'Adelphius qui fut leur premier chef, et aussi enthousiastes, au sens propre de ce mot (du grec ένθουσιάζω, « être possédé par la divinité »), d'après leur doctrine de l'inhabitation par le Saint-Esprit, ou encore choreutes (du grec χορευταί, « danseurs »), parce que, quand ils étaient en transe, ils sautaient de tous les côtés pour écraser les démons qu'ils voyaient. Ils se nommaient eux-mêmes « spirituels » (πνευματικοί). 

## Histoire
Flavien Ier, patriarche d'Antioche, chassa Adelphius et les siens de sa ville en 376. Ils se réfugièrent dans le sud-est de l'Asie Mineure. En 388 ou 390, Amphiloque, évêque d'Iconium, convoqua un synode dirigé contre eux à Sidé. Vers la même époque, Létoius, évêque de Mélitène, fit brûler (selon Théodoret de Cyr) des monastères de son diocèse où se manifestait l'influence de la secte. Un Liber Asceticus où était exposée leur doctrine fut condamné par un synode tenu à Constantinople en 426, puis par le concile d'Éphèse de 431, qui le qualifia de « livre infâme » (βδελυρός). Lampétius, premier prêtre qui ait appartenu à la secte, ordonné en 458 par l'évêque Alypius de Césarée (et exclu ensuite du sacerdoce), écrivit un autre livre de référence intitulé le Testament. En Arménie, le synode d'Artachat les condamna en 449 en les taxant d'immoralité, à tel point que leur nom prit en arménien le sens de « dégoûtant ». L'Église de l'Orient prit également des mesures contre eux. En revanche, ils ne furent jamais signalés en Occident. Ils existaient encore au milieu du VIe siècle: à l'époque, leur chef était un certain Marcien.

## Doctrine
Les euchites tenaient les sacrements pour inutiles, notamment le baptême et l'eucharistie, et le symbole de la croix n'était rien pour eux. Seule la prière (toujours la même, le Notre Père) permettait de chasser le démon que chacun (y compris le Christ à l'origine) avait en soi, et de le remplacer par le Saint-Esprit, qui venait habiter l'âme du fidèle. Les « parfaits » parvenaient à une forme d'union avec Dieu, état dans lequel ils cessaient d'être troublés par les passions (quiétisme). Ces « parfaits » renonçaient à toute possession, allaient de lieu en lieu et dormaient à la belle étoile. Ils abandonnaient toute profession pour consacrer leur vie à la prière. Ils étaient indifférents à toute discipline, et se conformaient aux usages simplement pour éviter la persécution. Dans l'intensité de leur prière, une fois atteint l'état d'impassibilité (άπάθεια), ils prétendaient entrer en communication avec Dieu et le « voir » : ils « voyaient » la Trinité devenir une et entrer en eux ; de même ils « voyaient » les démons qui couraient autour d'eux, et ils sautaient pour les écraser sur le sol. Ils pensaient que les démons sortaient des corps en crachant ou en se mouchant, ou sous forme de serpents, ou (selon saint Augustin) de porcs qui sortaient de la bouche. De même, ils semblent avoir exprimé leur conception « sensible » de l'union à Dieu par la métaphore de l'union charnelle (l'âme recevant son époux céleste). Ce langage peut expliquer la réputation qu'ils avaient d'être « dégoûtants ». D'autre part, ils ignoraient les règles sociales de séparation des sexes. Mais il est certainement faux de prétendre que pour eux les « parfaits » pouvaient s'affranchir de toute morale.

### Sources
- Épiphane de Salamine, Panarion (377), 80 (dernier article).
- Théodoret de Cyr, Histoire ecclésiastique (430), IV, 10; Histoire des hérésies, IV, 11.
- Cyrille d'Alexandrie, De adorat. in spir. et verit., III (PG 68, p. 282).
- Augustin d'Hippone, Des hérésies , 57.
- Timothée le Presbytre de Constantinople, De receptione haer., ap. J.-B. Cotelier, Ecclesiae Graecae monumenta, III, p. 400 sqq. (et PG 86a).
- Jean Damascène, De haer., ap. Cotelier, op. cit., I, p. 302. Trad. : Contre les hérésies.
- Photius de Constantinople, Bibliothèque (IXe siècle), cod. 52 (« Lu les actes du concile tenu à Sidé... »), trad., Les Belles Lettres.

### Œuvres
- Liber Graduum (vers 400), Patrologia syriaca, t. 3, 1926. Trad. an. Robert Kitchen, Martin F. G. Parmentier, The Book of Steps. The Syriac Liber graduum, Cistercian studies series 196, Cistercian Publications, Kalamazoo, Michigan, 2004.
- Syméon de Mésopotamie (Pseudo-Macaire), Homélies spirituelles (fin du IVe siècle) : Jean Climaque, Les homélies spirituelles de saint Macaire, trad. Placide Deseille, Édition Abbaye de Bellefontaine, coll. « Spiritualité orientale », 1984, 423 p.

### Études
- Paul Veyne, Quand notre monde est devenu chrétien (312-394), éditions Albin Michel, collection Idées, 2007  (ISBN 978-2-226-17609-7).
- Antoine Guillaumont, Études sur la spiritualité de l'Orient chrétien, Abbaye de Bellefontaine, coll. « Spiritualité orientale », 1996, p. 213-281.
- Antoine Guillaumont, Les Messaliens, Études carmélitaines, 1952, p. 131-138.

## Note
1. ↑  Un fragment d'une réponse apportée à ce livre par Sévère d'Antioche est parvenu jusqu'à nous : J. C. Wolf, Anecdota Graeca, III, p. 182.